# Liste der Bodendenkmäler in Oberasbach
Auf dieser Seite sind die Bodendenkmäler in der mittelfränkischen Stadt Oberasbach zusammengestellt. Diese Tabelle ist eine Teilliste der Liste der Bodendenkmäler in Bayern. Grundlage ist die Bayerische Denkmalliste, die auf Basis des Bayerischen Denkmalschutzgesetzes vom 1. Oktober 1973 erstmals erstellt wurde und seither durch das Bayerische Landesamt für Denkmalpflege geführt wird. Die folgenden Angaben ersetzen nicht die rechtsverbindliche Auskunft der Denkmalschutzbehörde.

## Bodendenkmäler der Gemeinde

### Bodendenkmäler in der Gemarkung Oberasbach
| Lage                                              | Objekt | Akten-Nr.     | Bild           |
| ------------------------------------------------- | --- | ------------- | -------------- |
| Oberasbach (Standort)                             | Burgstall des hohen Mittelalters. | D-5-6531-0053 |                |
| Oberasbach (Standort)                             | Massengrab des 30jährigen Krieges. Siehe auch: Dreißigjähriger Krieg                                                                                  | D-5-6531-0054 |                |
| Oberasbach (Standort)                             | Freilandstation des Spätpaläolithikums, des Mesolithikums und Siedlung des Neolithikums.                                                              | D-5-6531-0055 |                |
| Oberasbach (Standort)                             | Freilandstation des Spätpaläolithikums und Mesolithikums sowie Siedlung des Neolithikums.                                                             | D-5-6531-0056 |                |
| Oberasbach (Standort)                             | Siedlung des Neolithikums und der späten Hallstattzeit.                                                                                               | D-5-6531-0057 |                |
| Oberasbach (Standort)                             | Freilandstation des Mesolithikums sowie untertägige Teile der Wallensteinschen Befestigungsanlagen der frühen Neuzeit.                                | D-5-6531-0069 |                |
| Oberasbach Bachstraße 8/Kirchenplatz 2 (Standort) | Mittelalterliche und frühneuzeitliche Befunde im Bereich der Evangelisch-Lutherischen Pfarrkirche St. Lorenz und ihrer Vorgängerbauten in Oberasbach. | D-5-6531-0166 | weitere Bilder |
| Oberasbach (Standort)                             | Teilstück der Wallensteinschen Lagerbefestigung von 1632 mit flankierenden Werken.                                                                    | D-5-6531-0195 |                |